# Contarini
Die Contarini waren eine venezianische Patrizierfamilie (siehe: Patriziat von Venedig).

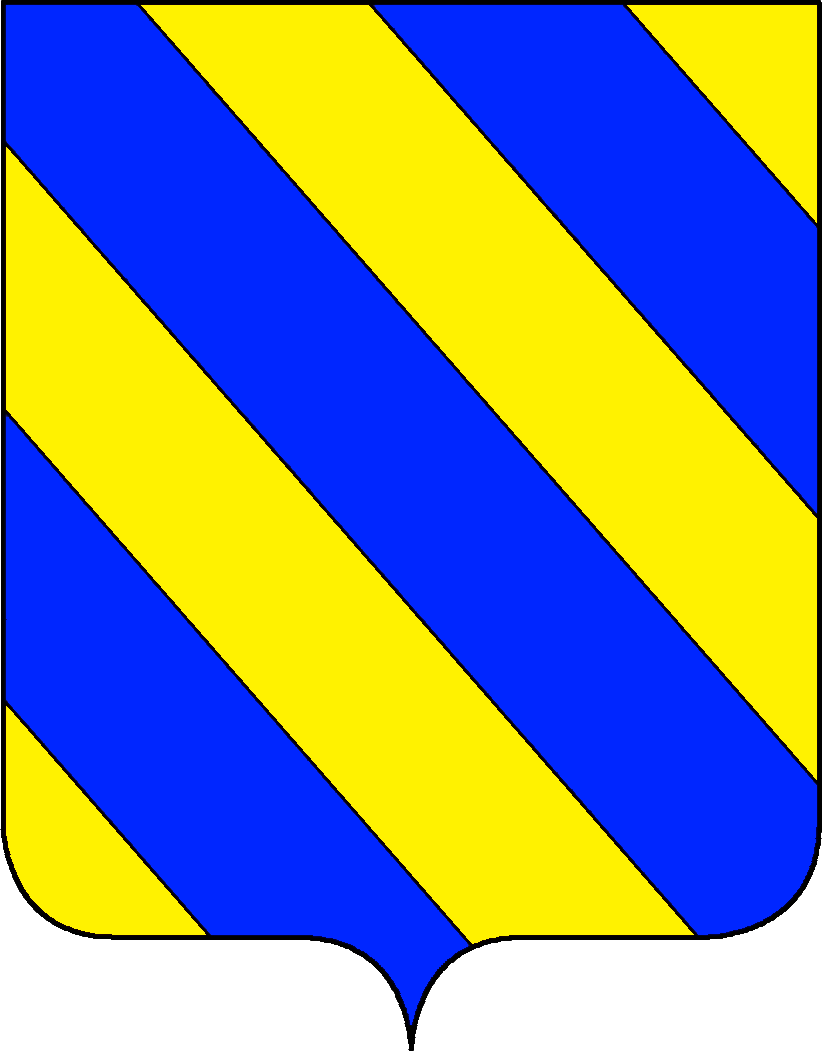
Wappen der Contarini

Sie zählten zu den zwölf vornehmsten Familien der Republik Venedig und brachten eine große Anzahl berühmter Männer, darunter vier Patriarchen und acht Dogen, 44 Prokuratoren sowie viele Feldherren, Staatsmänner, Künstler, Dichter und Gelehrte hervor. Ihren Reichtum verdankte die Familie einem ausgedehnten Handel mit der Küste von Afrika.

## Adelsgeschlecht
Die Contarini gehörten zum Dutzend der „apostolischen“ Familien, die für sich in Anspruch nahmen, von Anfang an dabei gewesen zu sein. Der Clan wurde erstmals 960 erwähnt. Nicht nur nach Alter, sondern auch nach Umfang zählte er zu den großen Familien Venedigs. 1261 stellten die Contarini 20 von 430 Mitgliedern des Großen Rates.

## Personen
Dogen
- Domenico war der erste Doge aus dem Geschlecht der Contarini; er bekleidete diese Würde von 1043 bis 1071. Auf ihn gehen mehrere öffentliche Gebäude in Venedig zurück. Die Markuskirche erhielt durch ihn ihre jetzige Gestalt, und außerdem erbaute er die Klöster San Nicolò di Gigli und Sant'Angelo di Concordia auf dem Lido.
- Jacopo Contarini, Doge von 1275 bis 1280, unterdrückte einen Aufstand der Städte Triest und Capodistria, setzte erfolgreich einen Krieg gegen Ancona fort, bis sich die Stadt zur Unterwerfung unter die Souveränität Venedigs auf dem Meer genötigt sah, schlug einen Aufstand nieder, mit dem die Cortazzi die Trennung Kretas von Venedig erstrebt hatte, und erwarb mehrere Städte in Dalmatien, Istrien und in der Romagna.
- Andrea, Doge von 1368 bis 1382, beendete, nachdem er als Richter Marino Falier mit verurteilt hatte, den Aufstand der Triestiner und der Einwohner von Candia (heute Iraklio) und schloss einen Frieden mit Österreich. Aus einer Fehde mit Franz von Carrara, dem Herrn von Padua, hatte sich ein Krieg mit Genua entsponnen, gewöhnlich der Krieg von Chioggia genannt, welcher mit geringen Unterbrechungen schon gegen 100 Jahre gedauert und eine für Venedig höchst ungünstige Wendung genommen hatte, als Contarini selbst den Oberbefehl übernahm und 1380 Chioggia zur Kapitulation sowie Genua 1381 zum Frieden zwang. Er war der erste Doge, welchem von Staats wegen eine Leichenrede gehalten wurde. Auch ließ die Republik seine Rückkehr aus jenem Krieg von Paolo Veronese auf öffentliche Kosten malen.
- Alvise Contarini, Doge 1676–1684Francesco, Doge von 1623–1624

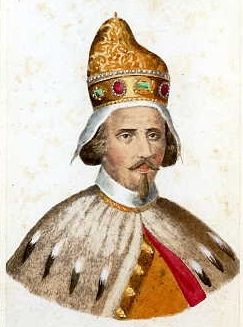
Alvise Contarini, Doge 1676–1684

- Nicolò, Doge von 1630 bis 1631, verfasste mehrere Schriften, u. a. De rerum perfectione libri VI (Venedig 1576) und Modo della elezione del serenissimo principe di Venezia (Rom 1630).
- Carlo war Doge von 1655 bis 1656. Unter seiner Regierung schlug der venezianische Admiral Lazzaro Mocenigo die türkische Flotte unter den Kanonen der Dardanellen.
- Domenico II. war Doge von 1659 bis 1674. In seine Regierung fiel der verheerende Krieg gegen die Türken um Candia von 1663 bis 1666.
- Alvise Contarini war von 1676 bis 1684 Doge von Venedig

Dogaresse
- Elisabetta Contarini war Dogaressa. Sie war mit dem Dogen Francesco Dandolo verheiratet
- Contarina Contarini war Dogaressa. Sie war mit dem Dogen Nicolò Marcello verheiratet
- Cecilia Contarini Contarini war Dogaressa. Sie war mit dem Dogen Sebastiano Venier verheiratet
- Paola Contarini war mit Gianfrancesco Pisani verheiratet und Mutter des 114. Dogen, Alvise Pisani

weitere Mitglieder der Familie
- Antonio Contarini (1450–1524), Patriarch von Venedig

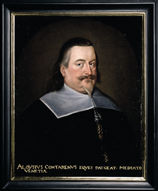
Alvise Contarini, Diplomat (1597–1651)

- Alvise Contarini, Diplomat (1597–1651)Alvise (* 23. April 1597, † 11. März 1651 in Venedig) ging 1629 als venezianischer Gesandter nach Paris, bewog Ludwig XIII. zu einem Bündnis mit Venedig, um Österreich an der Besetzung des Veltlins zu hindern, und war venezianischer Gesandter bei den Verhandlungen über den Westfälischen Frieden.
- Ambrogio, Reisender nach Persien
- Gasparo, Kardinal
- Giovanni Matteo († 1507), Kartograph
- Pietro Francesco Contarini (1502–1555), Patriarch von Venedig
- Giovanni Contarini (1549–1605), venezianischer Maler
- Maffeo Contarini († 1460), Patriarch von Venedig
- Marco Contarini (1631–1689), Prokurator von Venedig und Musikalien-Sammler
- Salvatore Contarini (1867–1945), italienischer Diplomat und Politiker
- Simone Contarini (* 27. August 1563 in Venedig; † 10. Januar 1633), venezianischer Gesandter an mehreren italienischen Höfen, bei Philipp II. von Spanien, Ludwig XIII. von Frankreich, dem Papst Paul V. und dem Sultan Mehmed III., auch bekannt als lateinischer Dichter.

## Paläste und Villen in Venedig und auf der Terraferma mit dem Namen Contarini
- Palazzo Contarini del Bovolo, Palast in Venedig
- Palazzi Contarini degli Scrigni e Corfù, Palast in Venedig
- Palazzo Contarini Fasan, Palast in Venedig
- Palazzo Contarini delle Figure, Palast in Venedig
- Palazzo Contarini Michiel a San Barnaba, Palast in Venedig
- Palazzo Contarini Polignac, Palast in Venedig
- Palazzo Contarini dal Zaffo, Palast in Venedig
- Palazzo Venier Contarini, Palast in Venedig
- Palazzo Contarini Pisani, Palast in Venedig
- Palazzo Corner Contarini dei Cavalli, Palast in Venedig
- Villa Contarini in Piazzola sul Brenta

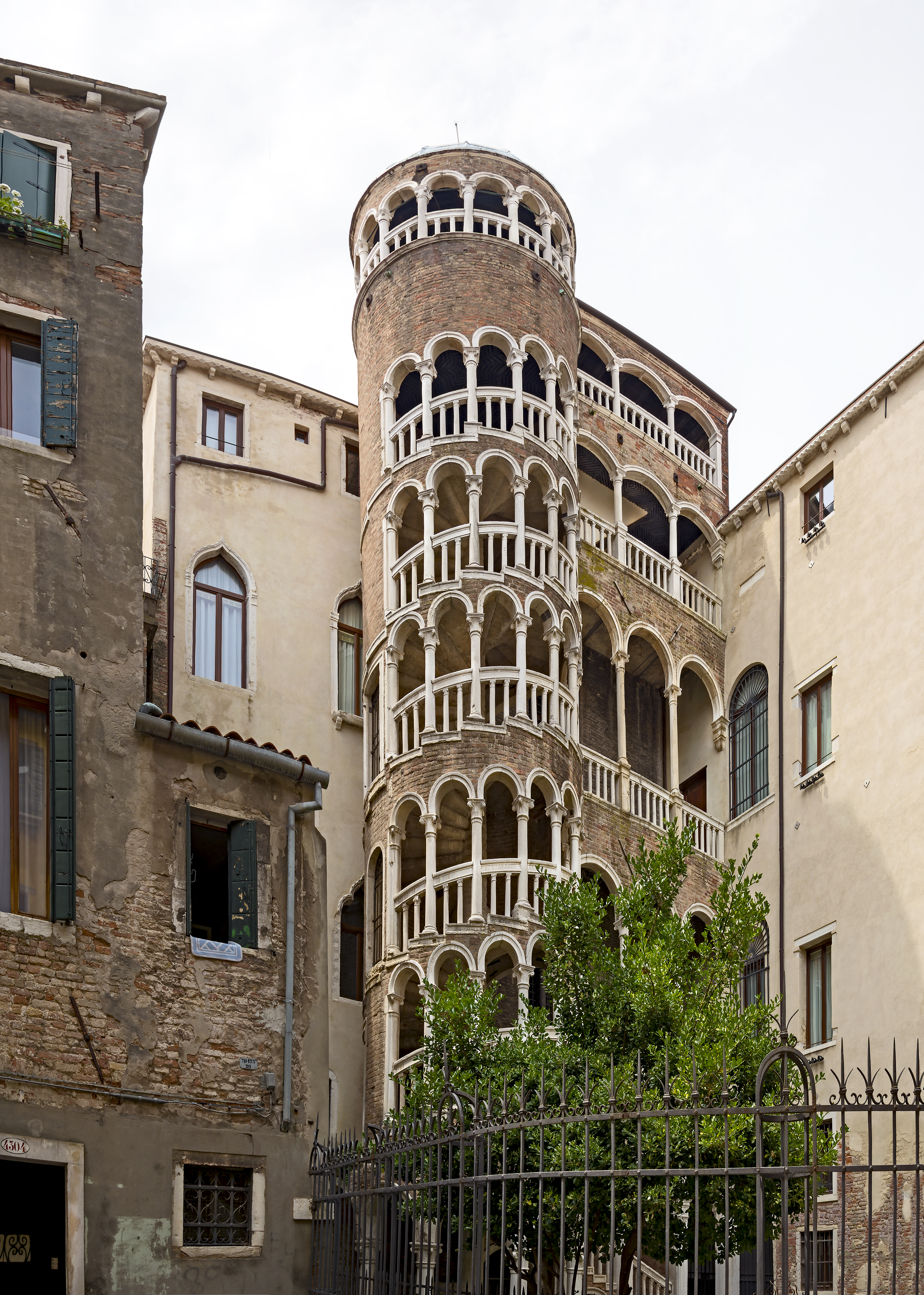
Palazzo Contarini del Bovolo
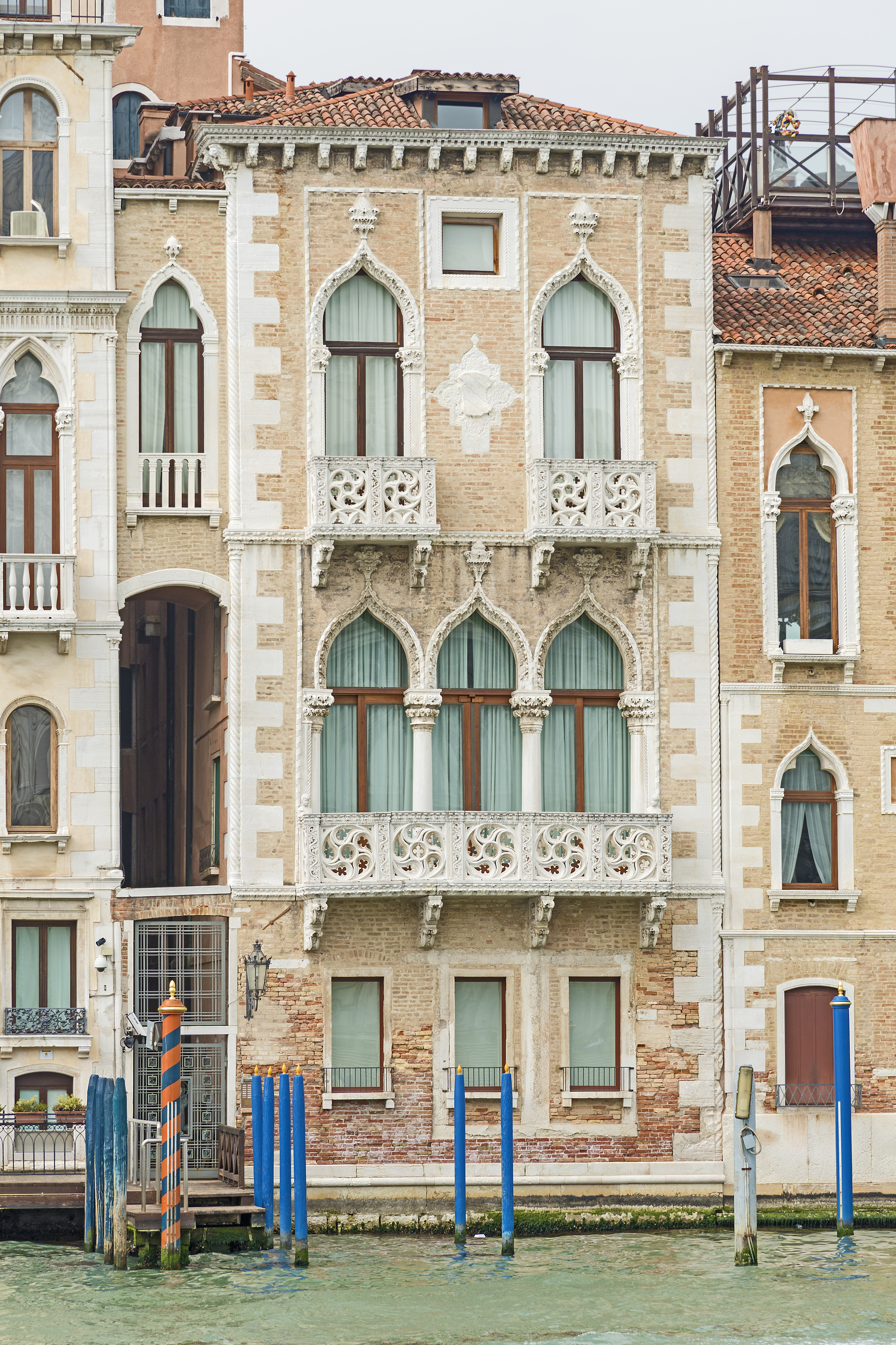
Palazzo Contarini Fasan
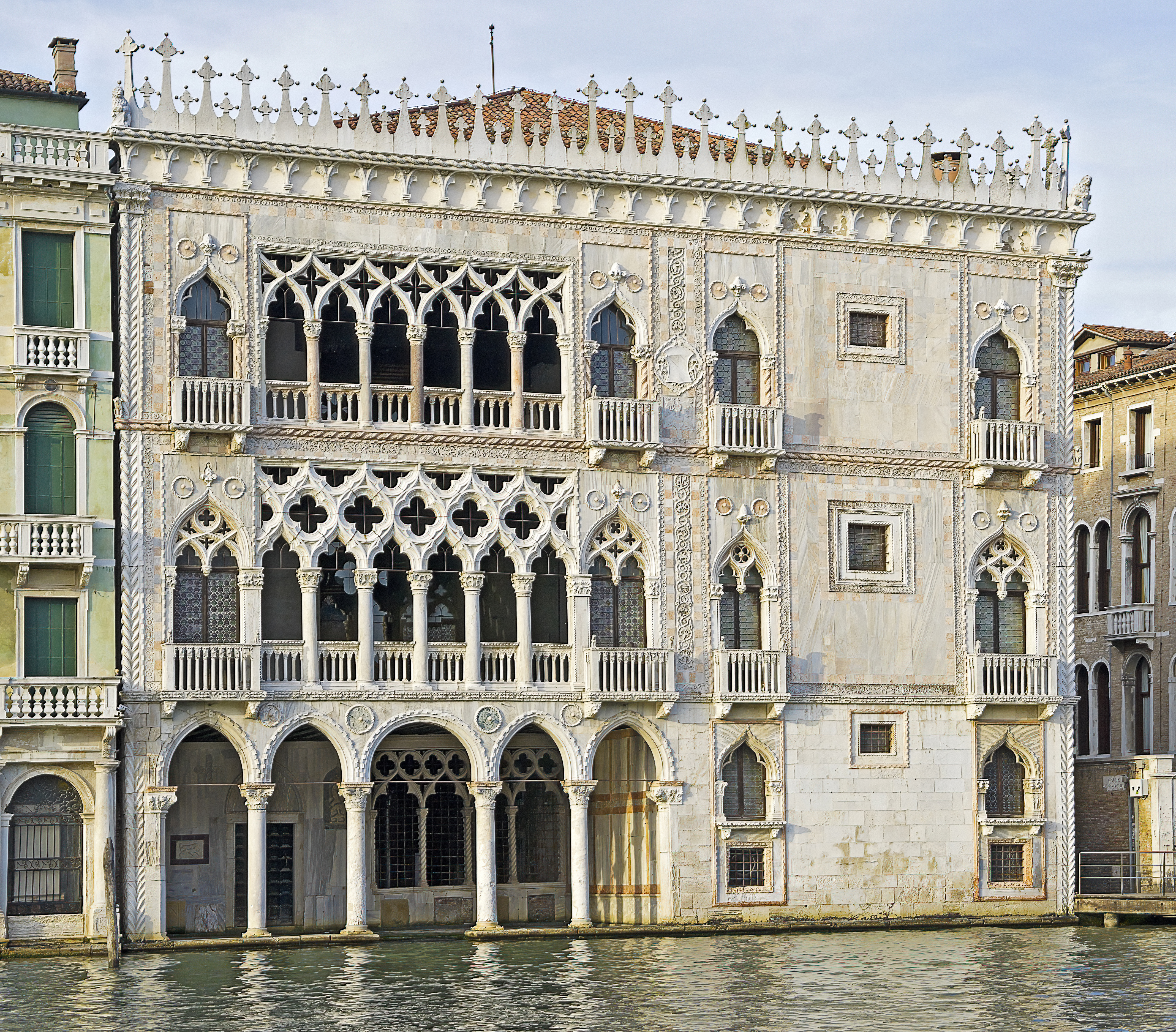
Ca’ d’Oro, 1421–42 für Marino Contarini erbaut
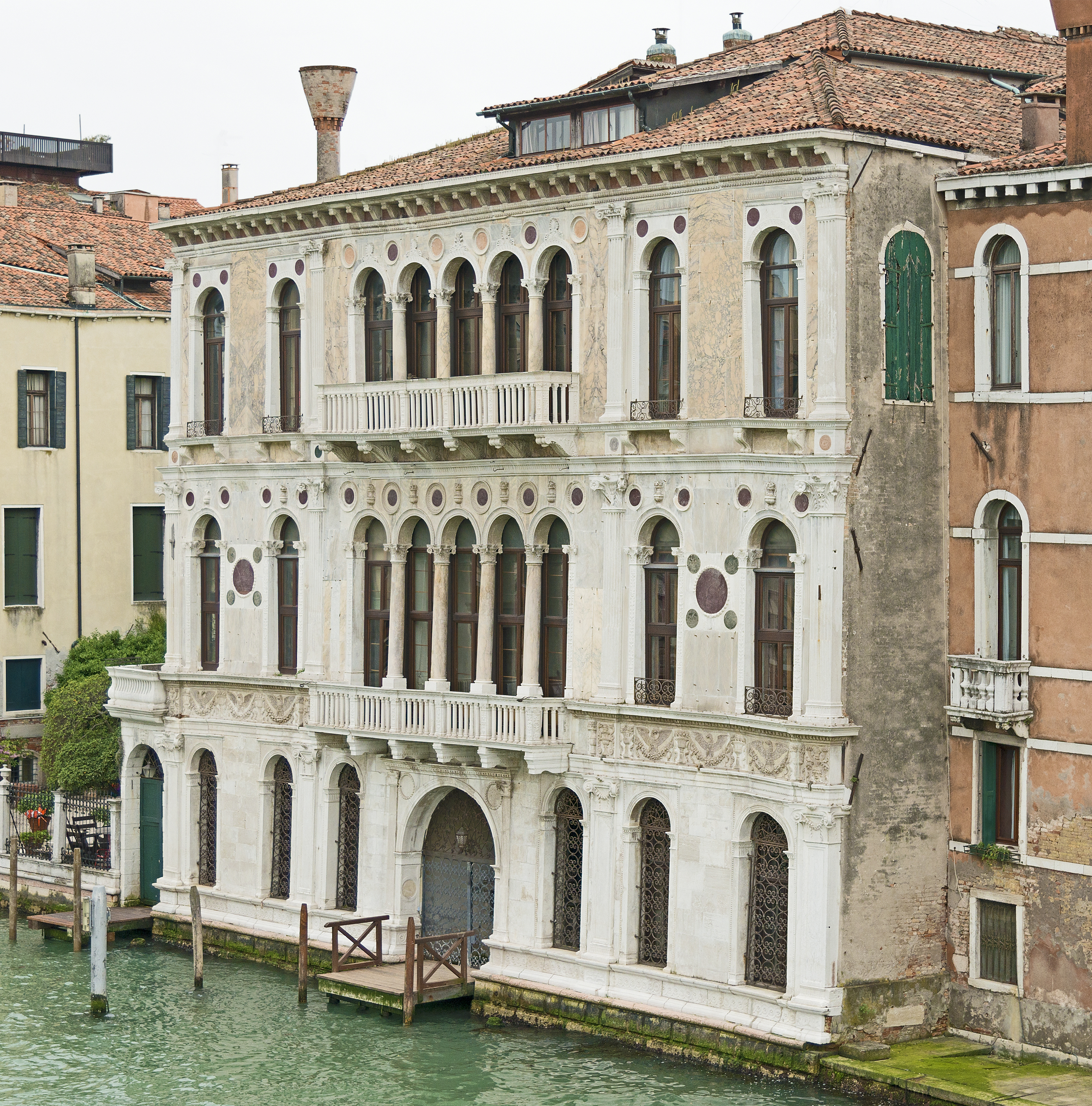
Palazzo Contarini Polignac
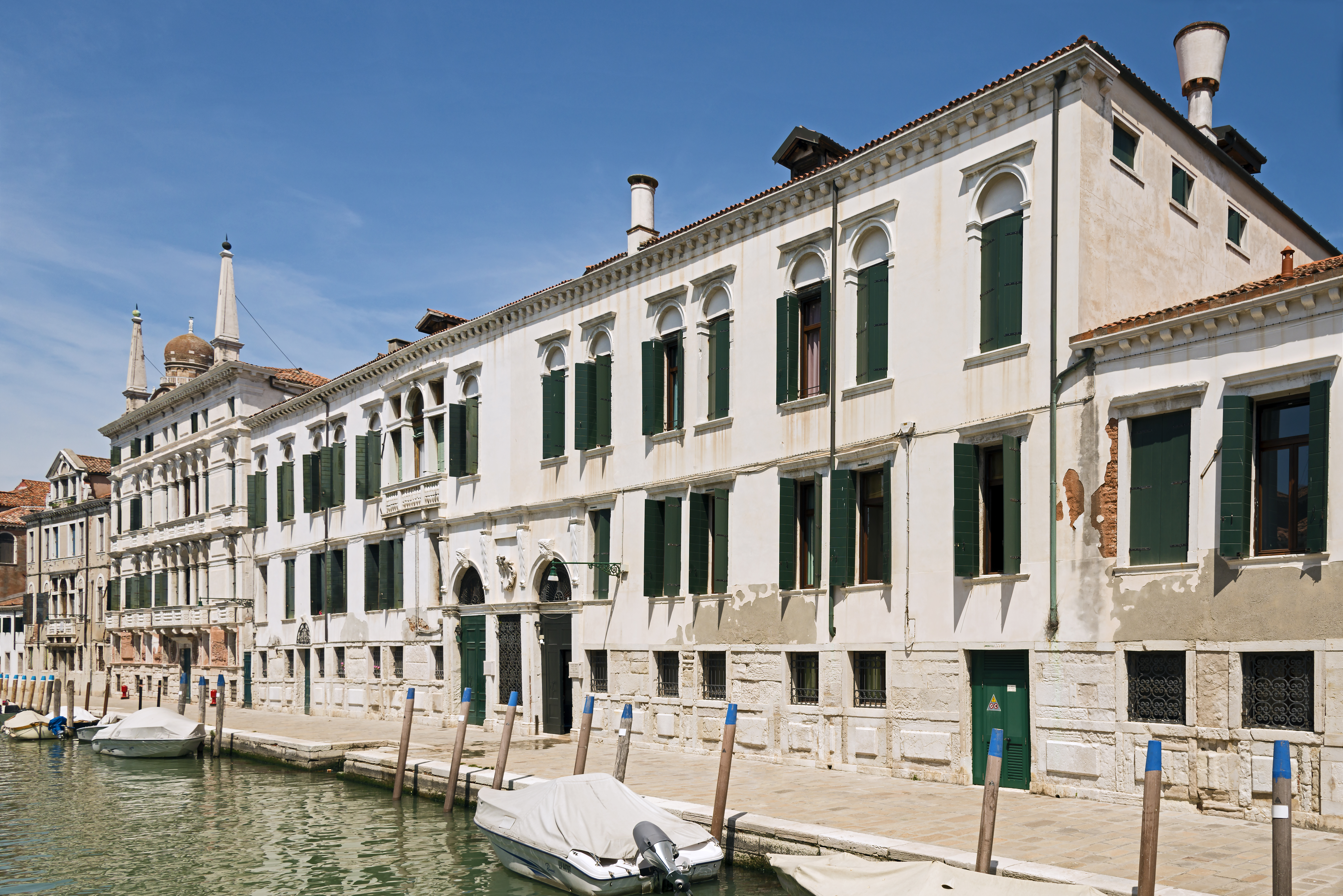
Palazzo Contarini dal Zaffo
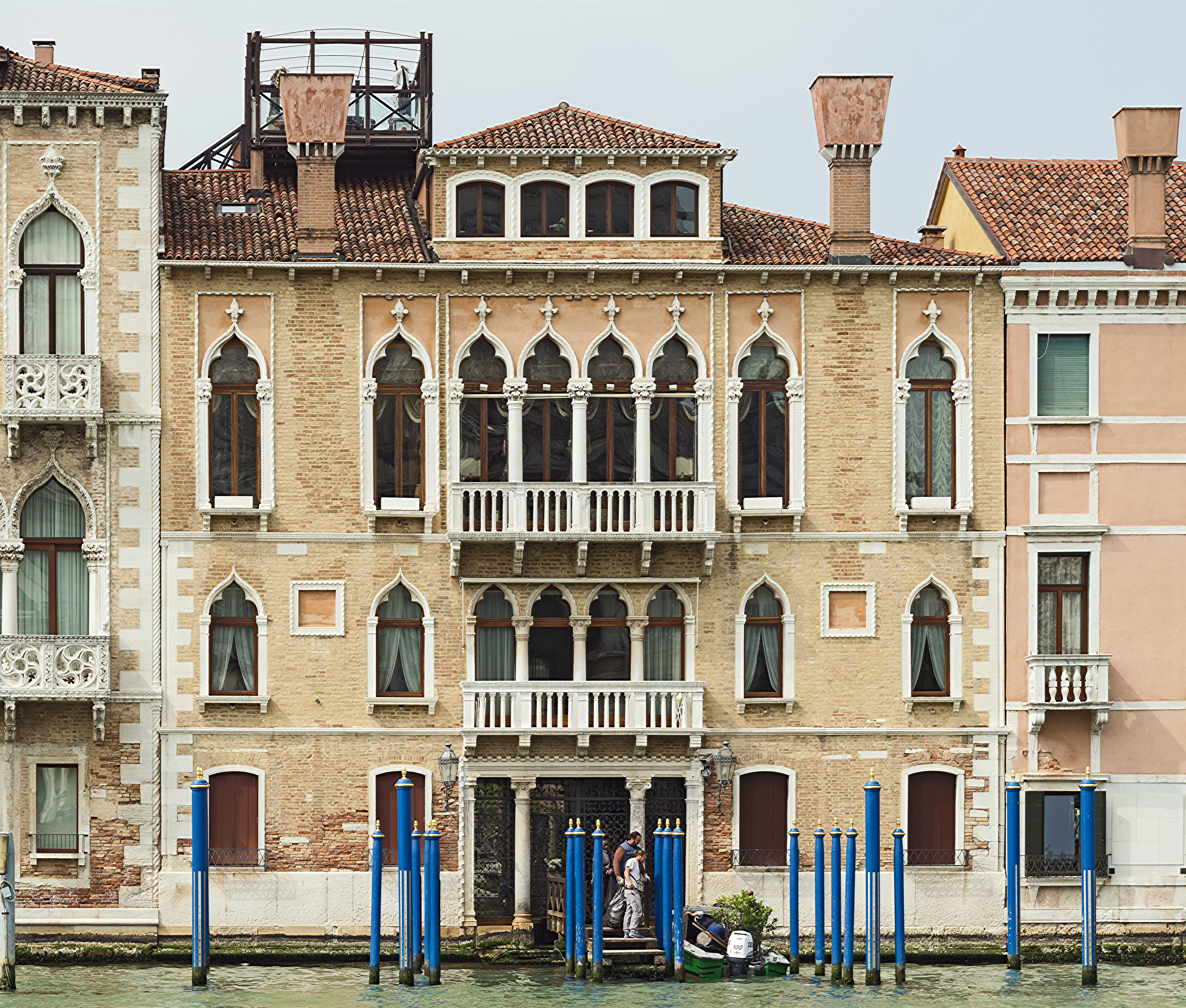
Palazzo Venier Contarini
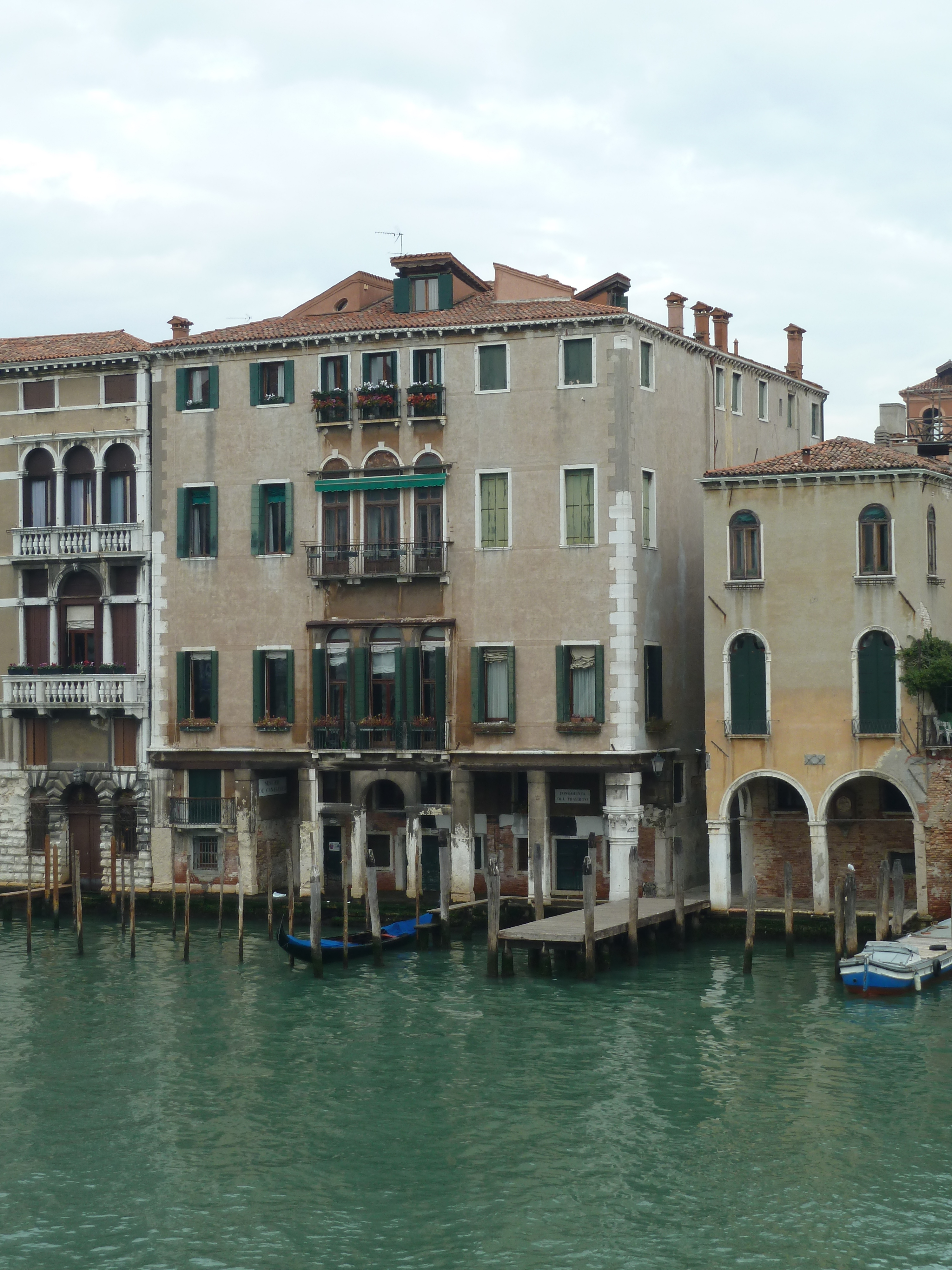
Palazzo Contarini Pisani
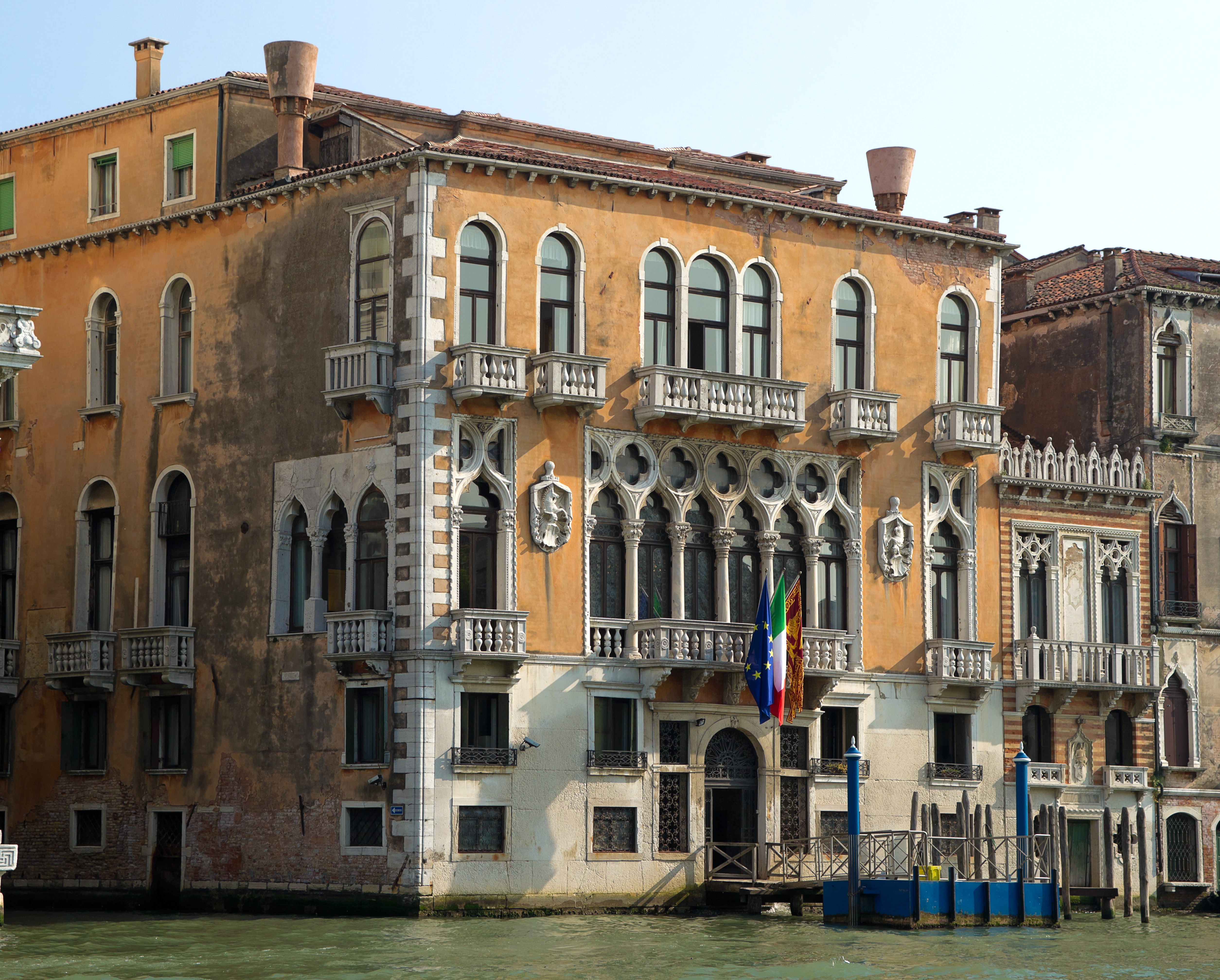
Palazzo Corner Contarini dei Cavalli
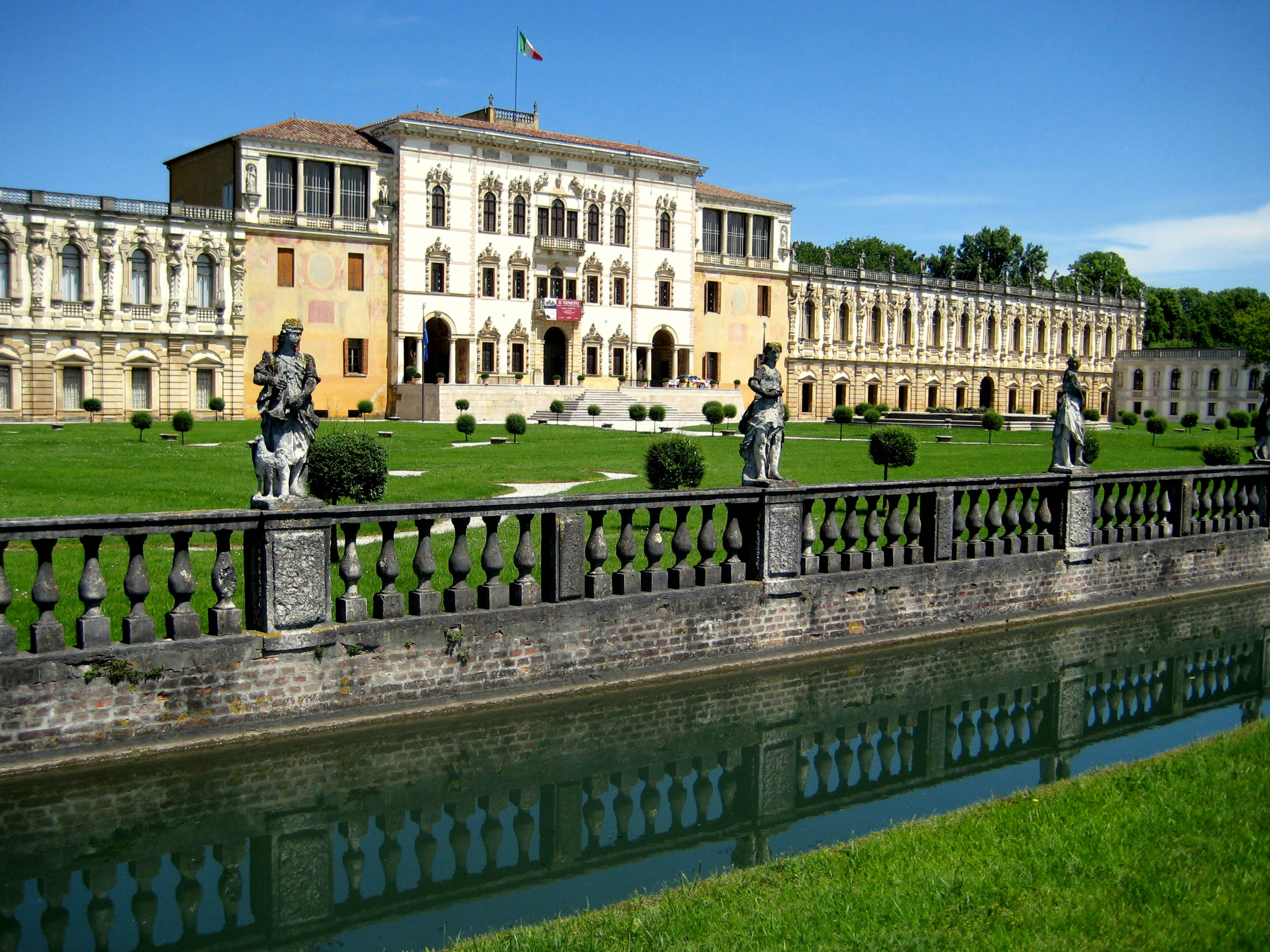
Villa Contarini in Piazzola sul Brenta